# Promozione Abruzzo 1953-1954
La Promozione fu il massimo campionato regionale di calcio disputato negli Abruzzi nella stagione 1953-1954.
A ciascun girone, che garantiva al suo vincitore la promozione in IV Serie a condizione di soddisfare le condizioni economiche richieste dai regolamenti, partecipavano sedici squadre, ed era prevista la retrocessione delle quattro peggio piazzate, anche se erano possibili aggiustamenti automatici per ripartire fra le appropriate sedi locali le squadre discendenti dalla IV Serie.

## Squadre partecipanti
| Squadra                     | Città (provincia)      | Stagione precedente |
| --------------------------- | ---------------------- | ------------------- |
| G.S. Aterno                 | Raiano (AQ)            |                     |
| S.S. Asfalti Abruzzi-Celano | Celano (AQ)            |                     |
| G.S. Dopolavoro Ferroviario | Sulmona (AQ)           |                     |
| A.S. Guardiagrele           | Guardiagrele (CH)      |                     |
| S.S. Giulianova             | Giulianova (TE)        |                     |
| F.C. Nereto                 | Nereto (TE)            |                     |
| Pol. Orsogna                | Orsogna (CH)           |                     |
| A.C. Ortona                 | Ortona (CH)            |                     |
| A.S. Penne                  | Penne (PE)             |                     |
| A.S. Pineto                 | Pineto (TE)            |                     |
| G.S. Pratola                | Pratola Peligna (AQ)   |                     |
| A.S. Città Sant'Angelo      | Città Sant'Angelo (PE) |                     |
| A.S. Teramo                 | Teramo                 |                     |
| U.S. Termoli                | Termoli (CB)           |                     |
| U.S. Ursus                  | Pescara                |                     |
| A.P. Virtus Lanciano        | Lanciano (CH)          |                     |

## Classifica finale
|  | Pos. | Squadra                | Pt | G  | V  | N | P  | GF  | GS  | DR  |
|  | ---- | ---------------------- | -- | -- | -- | - | -- | --- | --- | --- |
|  | 1.   | Giulianova             | 50 | 30 | 24 | 2 | 4  | 100 | 24  | +76 |
|  | 2.   | Virtus Lanciano        | 46 | 30 | 19 | 8 | 3  | 79  | 26  | +53 |
|  | 3.   | Teramo                 | 40 | 30 | 17 | 6 | 7  | 70  | 32  | +38 |
|  | 4.   | Ortona                 | 36 | 30 | 15 | 6 | 9  | 56  | 37  | +19 |
|  | 5.   | Asfalti Abruzzi-Celano | 34 | 30 | 13 | 8 | 9  | 47  | 33  | +14 |
|  | 5.   | Termoli                | 34 | 30 | 14 | 6 | 10 | 51  | 38  | +13 |
|  | 7.   | Penne                  | 33 | 30 | 14 | 5 | 11 | 59  | 56  | +3  |
|  | 8.   | Guardiagrele           | 31 | 30 | 14 | 3 | 13 | 49  | 49  | 0   |
|  | 9.   | Ferroviario            | 28 | 30 | 13 | 2 | 15 | 42  | 54  | -12 |
|  | 10.  | Città Sant'Angelo      | 26 | 30 | 10 | 6 | 14 | 55  | 62  | -7  |
|  | 11.  | Ursus                  | 25 | 30 | 10 | 5 | 15 | 61  | 54  | +7  |
|  | 12.  | Aterno                 | 25 | 30 | 9  | 7 | 14 | 46  | 55  | -9  |
|  | 13.  | Nereto                 | 23 | 30 | 8  | 7 | 15 | 31  | 59  | -28 |
|  | 14.  | Orsogna                | 20 | 30 | 8  | 4 | 18 | 47  | 86  | -39 |
|  | 15.  | Pineto                 | 16 | 30 | 6  | 4 | 20 | 41  | 93  | -52 |
|  | 16.  | Pratola                | 13 | 30 | 6  | 1 | 23 | 36  | 112 | -76 |

Legenda:
      Promosso in IV Serie 1954-1955.
      Retrocesso in Prima Divisione.
Regolamento:
Due punti a vittoria, uno a pareggio, zero a sconfitta.
Pari merito in caso di pari punti e spareggi in caso di pari punti in zona promozione e retrocessione.